# Museu de la Xocolata de Sueca

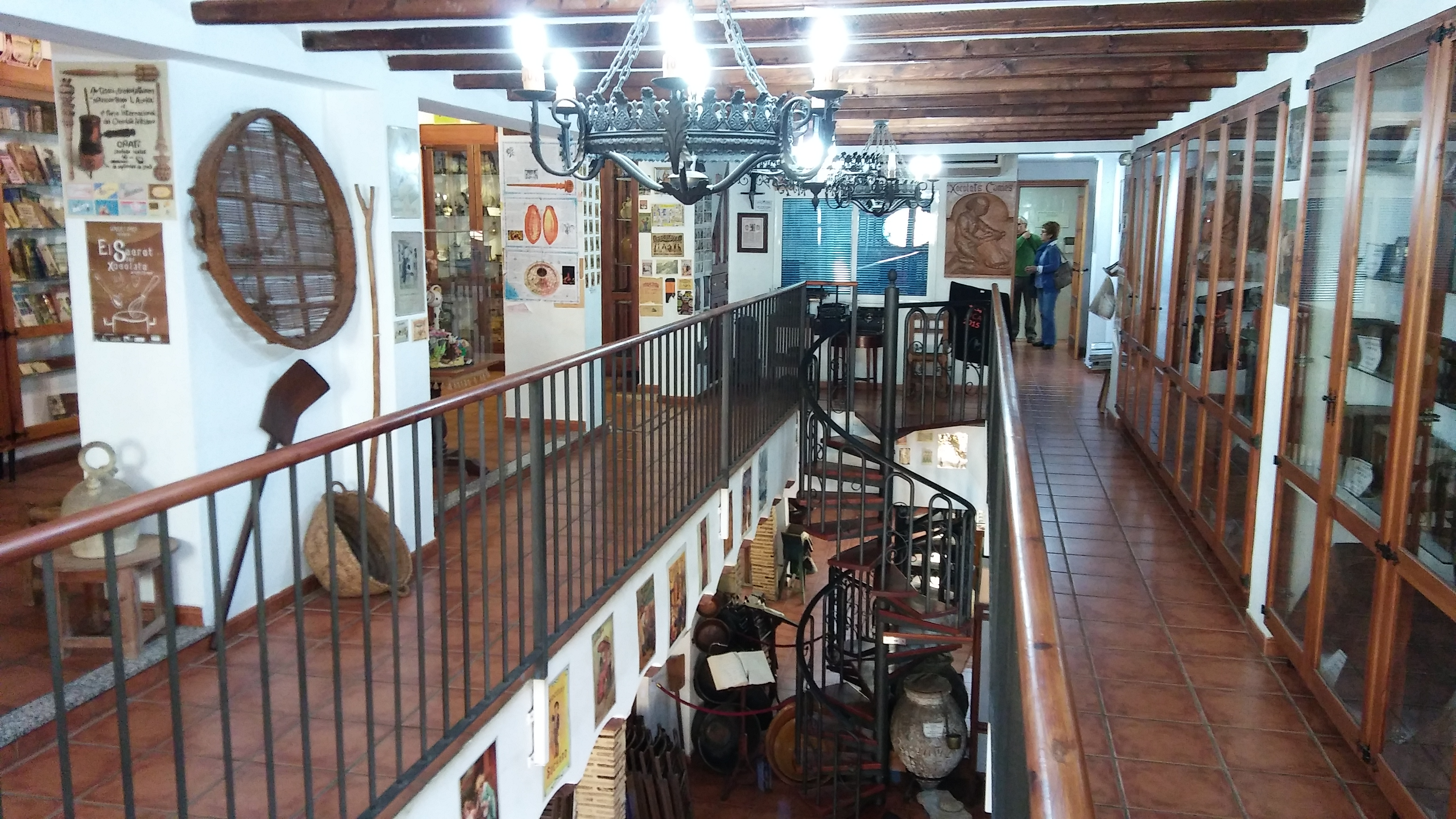
Primera planta

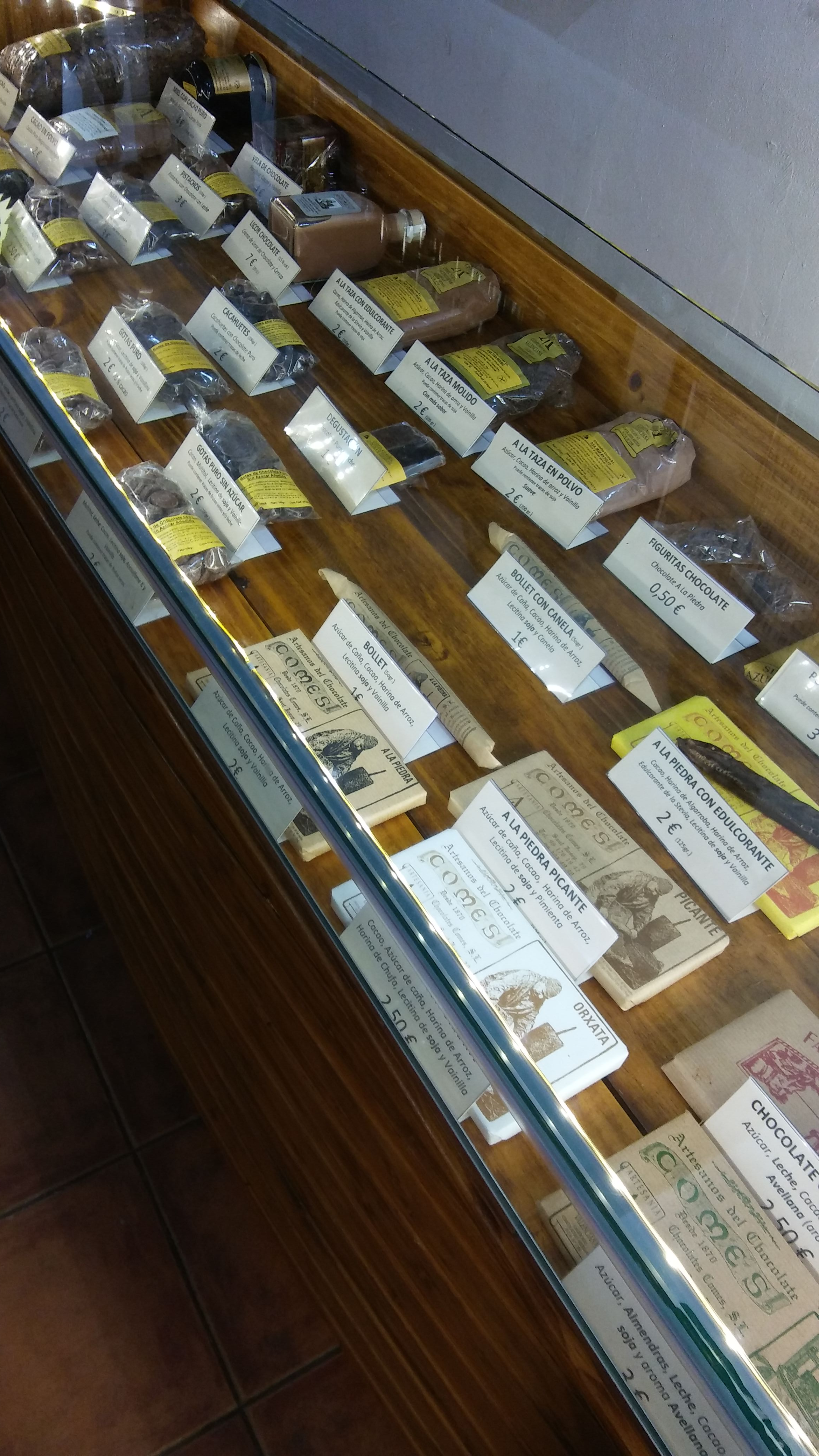
Mostrador de productes en la planta baixa

El Museu de la Xocolata de Sueca és un museu situat a la localitat valenciana de Sueca (Ribera Baixa). Va ser creat el 25 d'abril de 2002 per l'empresa local i familiar "Chocolates Comes S.L.", fabricant del producte des de l'any 1870. La inauguració va ser realitzada per Maria Àngels Ramón-Llin i Martínez, en aquell moment consellera d'agricultura.
Es tracta d'un dels quatre museus temàtics del País Valencià dedicats a la xocolata i la seva elaboració primitiva. Permet al visitant observar el procés d'elaboració de la xocolata des del fruit del cacau fins a la forma final amb la qual es consumeix. Compta amb maquinària, eines, llibres, fotografies, els utensilis més antics i tot el necessari per a la fabricació del producte de la forma més primitiva, "a braç" o "a la pedra"
Es tracta d'una casa ampliada (dues cases) amb dues altures. En la planta baixa, trobem la maquinària, entre la qual hi ha conservats un metate de més de 500 anys, una allargadora de masses i una torradora de cacau del 1850, un molí de cacau a pedra del 1900, etc. En aquesta planta també es troba la tenda, en la qual es poden comprar els productes oferits. En el primer pis hi ha eines, llibres, notícies i imatges que ens mostren el procés de l'elaboració artesanal de la xocolata i temes relacionats. En els últims vuit anys ha registrat prop de 60.000 visites de grups i col·lectius, que prèviament van concertar la visita. Les visites es produeixen en qualsevol dia de la setmana, que solen ser escolars o col·lectius similars, i associacions de jubilats.

## Productes
La tenda del museu ofereix des de la clàssica xocolata a la pedra, fins als més coneguts avui dia, xocolates extrafins.
Ofereixen xocolata per beure en tassa i fruita seca coberta d'aquest, i també subproductes del cacau com:
- Llard
- Pasta de cacau
- Cacau en pols
- Tractaments de bellesa
- Ciris aromàtics

El seu producte més conegut és el "Bollet", un cilindre de xocolata feta "a la pedra" amb cacau, sucre de canya, farina d'arròs i vainilla.
Tots aquests productes també es poden adquirir per internet, ja que s'han actualitzat a tal servei.